# Timahoe

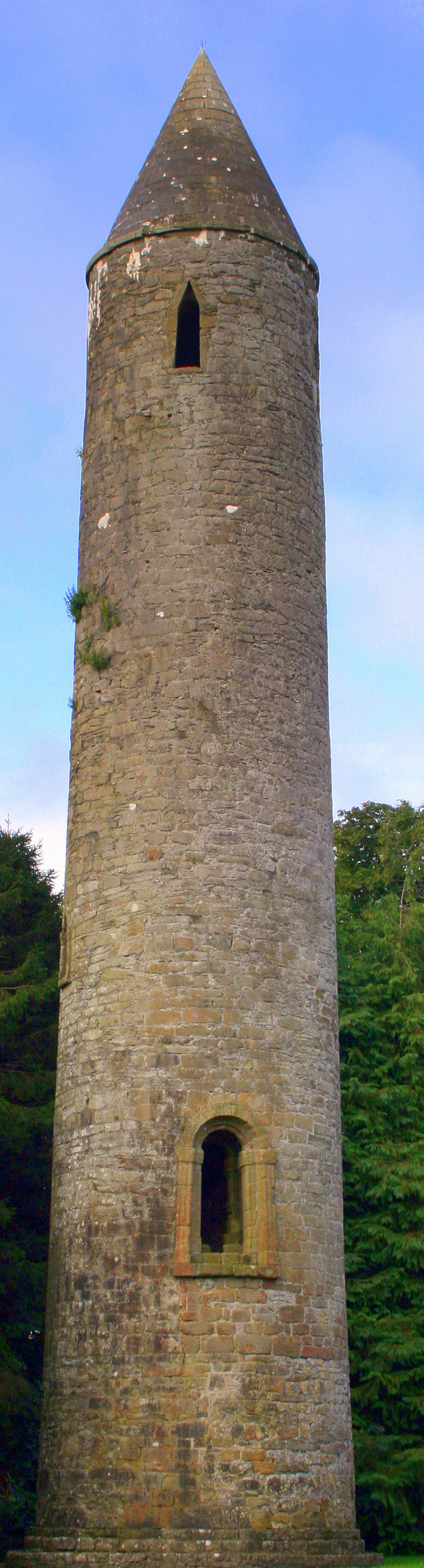
XII-wieczna wieża w Timahoe

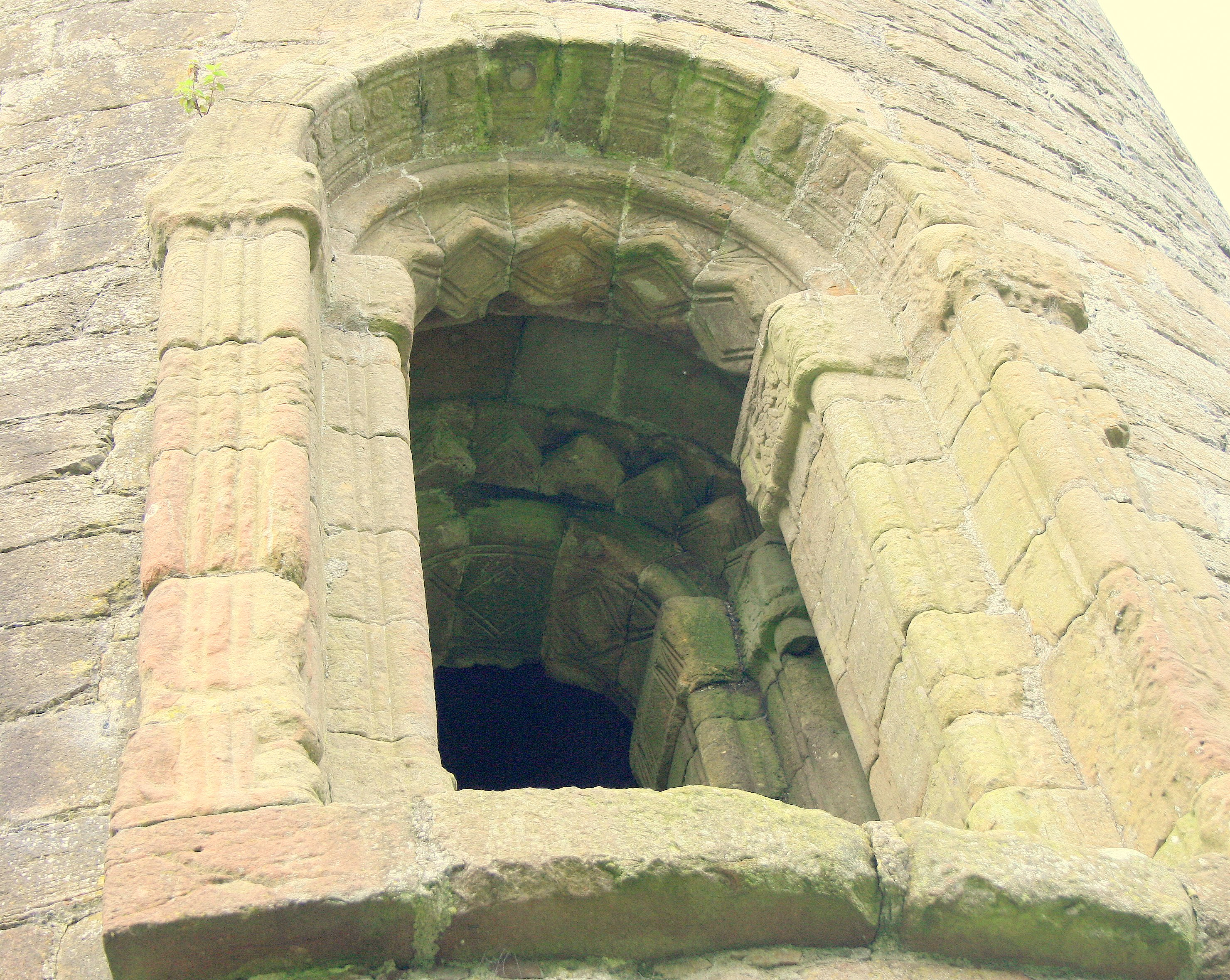
Bogato zdobione drzwi do wieży

Timahoe (irl. Tigh Mochua, co znaczy Dom Mochua) – wieś w hrabstwie Laois w Irlandii 12 km na południe od Portlaoise przy drodze R426. Liczba ludności: 569 (2011).

## Położenie
Wieś położona jest w szerokiej bogatej w urodzajne ziemie dolinie. Domy usytuowane są wokół dużego kolistego terenu zielonego zwanego The Goosegreen. We wsi znajduje się kościół, szkoła podstawowa i budynek komunalny (ang. community hall).

## Historia i zabytki
W VII wieku święty Mochua założył tutaj klasztor. Istnieją też historyczne źródła o kościele spalonym w 919 roku czy morderstwie dokonanym w drzwiach innego kościoła w 1019 roku. W roku 1142 klasztor został spalony i odbudowany przez rodzinę O’Mores. W czasie reformacji klasztor został znacjonalizowany i przekazany Sir Thomasowi Loftusowi a później w 1609 roku Richardowi Cosby’emu. Prawdopodobnie to właśnie ta rodzina przekształciła średniowieczny kościół w zamek wbudowując pozostałości XV-wiecznego kościoła z prezbiterium (obecnie niedostępne) w ufortyfikowaną budowlę. Zakonnicy działali na tym terenie aż do połowy XVII wieku, ostatni z nich zginął w 1650 roku.
Okrągła kamienna wieża (ang. round tower), jedna z najładniejszych w Irlandii, została zbudowana w połowie XII wieku. 30-metrowa budowla o ponad 5,5 m średnicy stoi w parku niedaleko pieszego mostu nad rzeką Bauteogue w samym centrum wsi. Znajdujące się 4,9 m nad ziemią drzwi do wieży skierowane na północny wschód i wykonane są w rzadkim dla tego typu budowli stylu romańskim w tzw. czterech porządkach, gdzie poszczególne dekoracje otworu schodkowo uskakują w głąb muru tworząc pomiędzy wąski przedsionek.

## Sport
We wsi działa klub sportowy Timahoe GAA zrzeszający graczy futbolu gaelickiego i hurlingu.